# Верхне-Пышминский район
Верхне-Пышминский район — бывший административный район Свердловской области, существовавший в 1938—1946 годах. Центр — рабочий посёлок Пышма.

## История
Пышминский район был образован 10 июля 1938 года в составе Свердловской области из части территории, подчинённой Свердловскому горсовету. Район включал рабочие посёлки Пышма и Среднеуральск и сельсоветы Балтымский, Мостовский, Первомайский и Мурзинский.
3 октября 1938 года Пышминский район был переименован в Верхне-Пышминский район.
20 декабря 1938 года Мурзинский с/с был переименован в Исетский.
22 февраля 1946 года Верхне-Пышминский район был упразднён. При этом рабочий посёлок Пышма был преобразован в город областного подчинения Верхняя Пышма, а остальная территория бывшего района передана ему в административное подчинение.

## Население
По данным переписи 1939 года, в Верхне-Пышминском районе проживало 31 356 человек, в том числе русские — 83,7 %, татары — 8,3 %, украинцы — 3,7 %.